# La esfinge de los hielos
La esfinge de los hielos (Le sphinx des glaces) es una novela de Julio Verne publicada en la segunda serie del Magasin d'Éducation et de Récréation desde el 1 de enero (volumen 5, número 49) hasta el 15 de diciembre de 1897 (volumen 6, número 72), y como libro el 24 de junio de ese mismo año. 
Trata de la busca del desaparecido Pym en el polo sur. Es la continuación de La narración de Arthur Gordon Pym, de Edgar Allan Poe (1838),  homenaje de uno de sus discípulos y admiradores.

## Trama
El relato está situado en 1839, once años después de los eventos relatados en la "Narración de Arthur Gordon Pym", y un año después de la publicación del libro de Poe.
Jeorgling, un mineralogista estadounidense se encuentra en las islas Kerguelen realizando estudios. Al finalizar, busca regresar a los Estados Unidos por el medio que sea; el único barco que pasa por la zona es la goleta Halbrane comandada por el capitán Len Guy. Una vez a bordo, el capitán le cuenta sobre la novela de Edgar Allan Poe y le muestra el mensaje encontrado en una botella dejada por el capitán del Jane (barco mencionado en el libro de Poe) cerca de las islas Kerguelen que lo ha persuadido de la veracidad de la narración. Luego le propone encontrar a Dick Peters, compañero de origen indígena de Pym.
Poco antes de llegar a la isla Tristán de Acuña, el Halbrane encuentra, sobre un bloque de hielo a la deriva, el cadáver congelado de Patterson, el segundo de la Jane comandada por William Guy, el hermano del propio Guy, con un cuaderno de bitácora en el bolsillo. A partir de esto, se convencen de que la historia es cierta. 
El 16 de octubre, en Puerto Egmont, en las Islas Malvinas, el capitán Len Guy ordena un reacondicionamiento del barco y contrata a diecinueve marineros, incluido un extraño hombrecillo fornido: Hunt. 
El 20 de diciembre llegan a la isla Bennet, donde descubren un trozo de madera con rastros del nombre del barco desaparecido: Jane. Luego arriban a la isla Tsalal, donde no hay árboles ni ríos como se describe en el relato de Poe, sino un paisaje desolado que Jeorling atribuye a un terremoto. En ese lugar encuentran el collar de "Tigre", el perro de Pym.
El capitán Len Guy, lamentando no encontrar supervivientes, decide dar la vuelta antes de que llegue la temporada de invierno, en ese momento se revela que Hunt no es otro que Dirk Peters. 

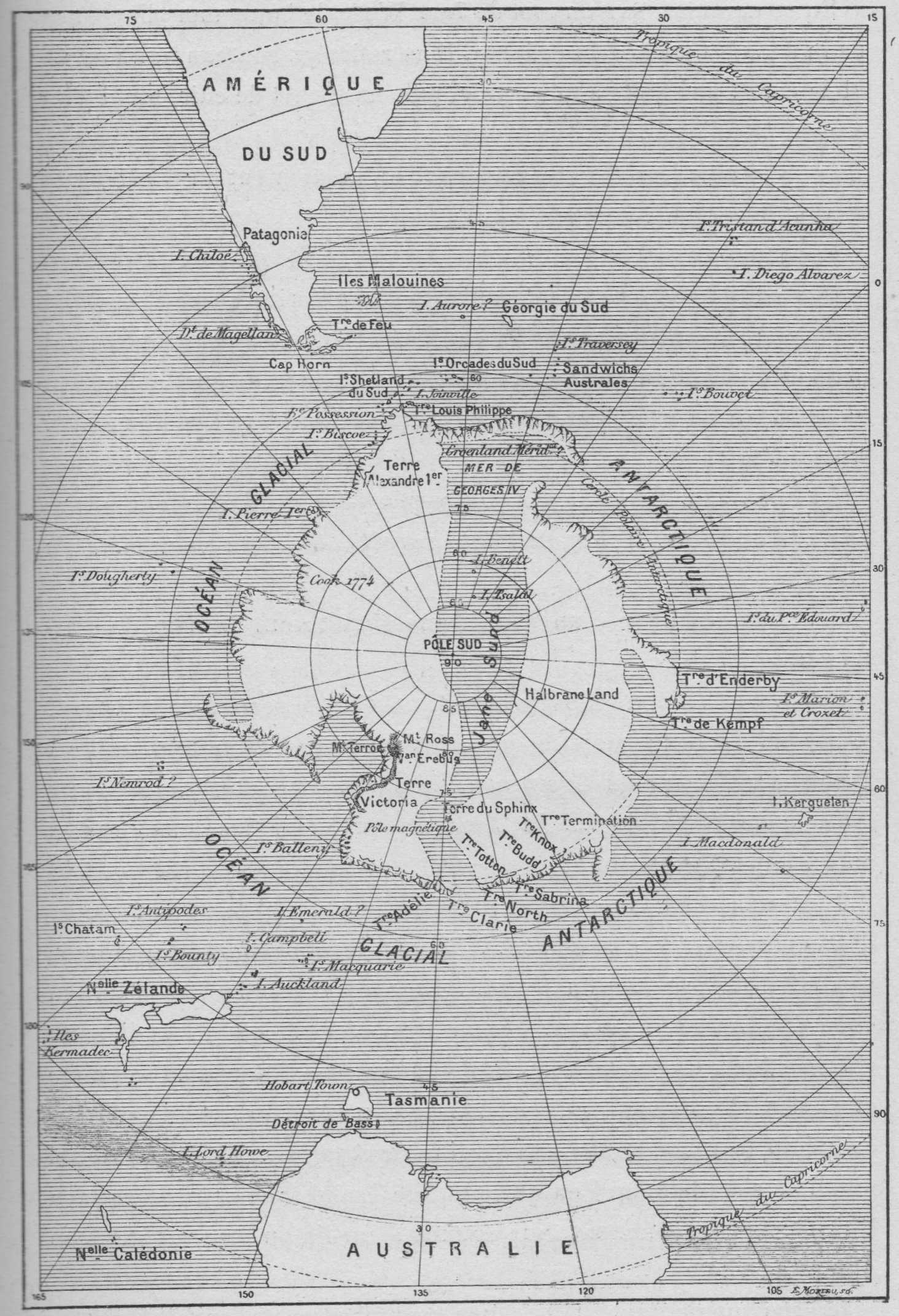
Ilustración de la novela, indicando la idea de Verne acerca del polo sur, dibujo de George Roux, 1895.

El 26 de diciembre los marinos contratados en las Malvinas quieren regresar, pero Jeorling los persuade de continuar ofreciendo dos mil dólares por cada grado de latitud ganado.
Un enorme iceberg, bloqueado por un banco de arena, se vuelca y golpea la Halbrane, que está a punto de zozobras, entonces deciden librarla de su carga, antes de que se hunda en el agua helada. Aislados en el iceberg, los tripulantes van a la deriva. Al llegar a tierra, trece marinos se amotinan y se llevan la única canoa que queda. Los otros nueve, varados, descubren un bote en el cual hallan a William Guy y otros tres marineros del Jane. Los hermanos se reencuentran y parten rumbo al sur. 
A medida que se acercan al Polo Sur, descubren una masa montañosa en forma de esfinge, que atrae a los objetos metálicos. Llegados al pie del macizo magnético, descubren el cuerpo de Pym muerto, pegado por su arma a la Esfinge; Dirk Peters muere de tristeza.
Los sobrevivientes parten hacia el norte y el 6 de abril,un barco estadounidense, el Tasman, los rescata.

## Personajes

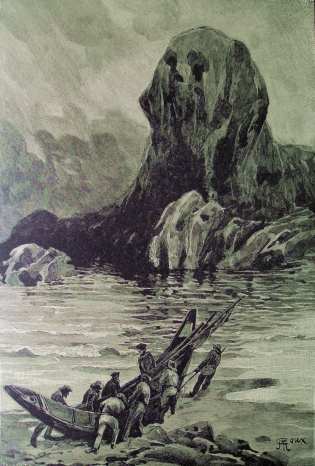
La esfinge, ilustración de la edición francesa de la novela, dibujo de Georges Roux.

- Jeorgling.
- Capitán Len Guy.
- Contramaestre Hurlinguerly.
- Jem West: Segundo de a bordo.
- Martin Holt: Maestro velero.
- Hardie: Maestro calafate.
- Rogers.
- Drap.
- Francis.
- Gratian.
- Burry.
- Endicott: Cocinero.
- Hunt (Dick Peters).
- Hearne.

## Capítulos
- I En las islas Kerguelen.

- II La goleta Halbrane.

- III El capitán.

- IV La Isla del Príncipe Eduardo.

- V La novela de Poe.

- VI Un cadáver en un témpano.

- VII Tristán de Acuña.

- VIII Hacia las Islas Malvinas.

- IX Preparando la Halbrane.

- X El comienzo de la campaña.

- XI Hacia el Círculo Polar.

- XII Entre el Círculo Polar y el banco de hielo.

- XIII El banco de hielo.

- XIV Una voz entre sueños.

- XV El islote Bennet.

- XVI ¡La isla Tsalal!

- XVII ¿Y Gordon Pym?

- XVIII Discusión.

- XIX Desaparición del grupo de islas.

- XX 29 de diciembre al 9 de enero.

- XXI Un choque.

- XXII ¿Tierra?

- XXIII El iceberg.

- XXIV El golpe final.

- XXV Difícil situación.

- XXVI Alucinaciones.

- XXVII Siguiendo entre brumas.

- XXVIII Es montado el campamento.

- XXIX Dirk Peters.

- XXX ¡Once años!

- XXXI La esfinge de los hielos.

- XXXII ¡Doce supervivientes!

## Temas vernianos tratados

### Tributos y homenajes
Ésta es una de las cuatro novelas en las que Verne hace un tributo a un escritor: 
- Escuela de Robinsones es una parodia de Robinson Crusoe (1719), de Daniel Defoe.

- Matías Sandorf es un  homenaje a El conde de Montecristo (1844), de Alejandro Dumas.

- La esfinge de los hielos es la continuación de La narración de Arthur Gordon Pym (1838), de Poe.

- Segunda patria es la continuación de El Robinson suizo (1812), de Wyss.

### Poe
Esta novela es la continuación de La narración de Arthur Gordon Pym, de Edgar Allan Poe, a pesar de que, anteriormente, en el estudio biográfico Edgar Poe y sus obras (abril de 1864), Verne hace mención de lo inconcluso de la historia y él mismo se pregunta: «¿quién será tan osado como para continuarla?» 33 años después, sería él mismo quien lo hiciera .

### Los Polos
Verne entraba ya en su última etapa como escritor. Cuando parecía que los temas se empezaban a agotar, escribió una repetición de temas polares: El país de las pieles. Es raro que entonces se decidiera por otra historia polar, aunque ésta transcurre en el Polo Sur, mientras que Las aventuras del capitán Hatteras como El país de las pieles se desarrollaban en el Polo Norte. Verne propone un desenlace lógico y científico, basado en la creencia renacentista de la Rupes Nigra.